# Brachyrhaphis roswithae
Brachyrhaphis roswithae är en fiskart som beskrevs av Meyer och Etzel, 1998. Brachyrhaphis roswithae ingår i släktet Brachyrhaphis och familjen Poeciliidae. IUCN kategoriserar arten globalt som otillräckligt studerad. Inga underarter finns listade.